# Znojile (gmina Kamnik)
Znojile – wieś w Słowenii, w gminie Kamnik. W 2018 roku liczyła 36 mieszkańców.